# Ducado de Treviso
El título de duque de Treviso (del francés: duc de Trévise), fue creado en 1808 por Napoleón I para el mariscal Mortier. 

## Lista de duques de Treviso
1. 1808-1835: Édouard Adolphe Casimir Joseph Mortier (1768-1835), primer duque de Treviso, mariscal del Imperio Francés (Mariscal de Francia).
2. 1835-1869: Napoléon Mortier de Trévise (1804-1869), segundo duque de Treviso, hijo del precedente.
3. 1869-1892: Hippolyte Charles Napoléon Mortier de Trévise (1835-1892), tercer duque de Treviso, hijo del precedente.
4. 1892-1912: Napoléon César Édouard Mortier de Trévise (1845-1912), cuarto duque de Treviso, hermano del precedente.
5. 1912-1946: Édouard Napoléon César Edmond Mortier de Trévise (1883-1946), quinto duque de Treviso, hijo del precedente.